# Loriculus galgulus
Il loricolo capoblu (Loriculus galgulus) è un uccello della famiglia degli Psittaculidi.